# Курепанов Денис Олегович
Денис Олегович Курепанов (рос. Денис Олегович Курепанов; 30 березня 1988, м. Барнаул, СРСР) — російський хокеїст, нападник. Виступає за «Металург» (Новокузнецьк) у Континентальній хокейній лізі.
Вихованець хокейної школи «Салават Юлаєв» (Уфа). Виступав за «Салават Юлаєв-2» (Уфа), Торос (Нефтекамськ), «Толпар» (Уфа), «Крила Рад» (Москва), «Металург» (Новокузнецьк), «Єрмак» (Ангарськ), «Аріада» (Волжськ).